# Mazda London Taxi
Le Mazda London Taxi est un concept car du constructeur automobile Japonais Mazda, présenté en 1993.
Il s'agit d'une proposition de taxi par un étudiant du Royal College of Art de Londres pour répondre aux problèmes futurs de restrictions de circulation des véhicules conventionnels.